# مقاطر (دهستان)
 مقاطره  به عربی ( المُقاطرة ) دهستانی بزرگ است در ناحیهٔ (الکبیره) در جنوب شرقی منطقهٔ (التُربه) بمسافت ۲۰ کیلومتر، در پا یهٔ کوه (جبل شّداد) در استان شبوه، در کشور یمن در شبه جزیره عربستان. دهستانی است کوهستانی که از چهار گوشه کوه آن را احاطه نموده‌است. نام پشین این دهستان (سودان) بوده‌است. این دهستان شامل ۲۴ روستای بزرگ وکوچک می‌باشد.

## جمعیت
جمعیت این دهستان در حدود (۴۹۴۵۴) نفر و (۳۰۰ خانوار) می‌باشد. 

## روستاها
روستاهای توابع این دهستان به شرح زیر می‌باشند:
- روستای المقادمة
- روستای الأکاحلة
- روستای الزعیمة
- روستای الزعازع
- روستای المدجّرة
- روستای آبنوه
- روستای الصوالحة
- روستای ذُقیحة
- روستای الأشبوط
- روستای البعیمة
- روستای مکابرة الوادی
- روستای مکابرة الجبل
- روستای النجیشة
- روستای زریقة الیمن
- روستای زریقة الشام
- روستای مَعیق
- روستای حُنیشة
- روستای السود
- روستای العبادلة
- روستای الدهمشة
- روستای الهویشة
- روستای الجلیلة
- روستای الأشاهبة
- روستای کعاوَش

## منبع
- المقحفی، ابراهیم، احمد ، (مُعجَم المُدُن وَالقَبائِل الیَمَنِیَة) ، منشورات دار الحکمة، صنعاء، چاپ پنجم، وانتشار سال ۱۹۸۵ میلادی به (عربی).
- الصنعانی، محمد بن یحیی بن عبدالله بن احمد، الیمانی. ، (اَلأنَباءَ عَن دُولةَ بَلقِیسَ وَ سَبأَ) ، منشورات دار الیمنیة للنشر والتوزیع، صنعاء، چاپ وانتشار سال ۱۹۸۴ میلادی به (عربی).